# Julie Makani
Julie Makani (nascida em 1970) é uma pesquisadora médica tanzaniana. Desde 2014 ela é Wellcome Trust Research Fellow e Professora Associada no Departamento de Hematologia e Transfusão de Sangue da Universidade Muhimbili de Saúde e Ciências Afins (MUHAS), em Dar es Salaam, na Tanzânia. Também é pesquisadora visitante e consultora do Departamento de Medicina de Nuffield, Universidade de Oxford, na Inglaterra. Ela mora em Dar es Salaam, na Tanzânia. Em 2011, ela recebeu o Royal Society Pfizer Award por seu trabalho com a doença falciforme.

## Educação
Depois de frequentar a escola primária de St Constantine, na cidade de Aruxa, na Tanzânia, Julie Makani formou-se em medicina na Universidade Muhimbili, recebendo seu diploma de medicina em 1994. Em 1997, ela fez pós-graduação em medicina interna no Hammersmith Hospital, Royal Postgraduate Medical School, na Universidade de Londres, na Inglaterra, com uma bolsa da Commonwealth. De lá, ela foi para Oxford como pesquisadora no Nuffield Department of Medicine, da Universidade de Oxford. Ela recebeu uma bolsa de treinamento de doutorado de quatro anos do Wellcome Trust, em 2003, para estudar a doença falciforme na Tanzânia. Ela completou seu doutorado em epidemiologia clínica da doença falciforme (SCD).

## Pesquisa biomédica
Em 2004, ela recebeu uma bolsa de treinamento do Wellcome Trust e estabeleceu o programa de doença falciforme (SCD) na Muhimbili University of Health and Allied Sciences (MUHAS), com vigilância prospectiva de mais de 2.000 pacientes com SCD. Na doença falciforme, os glóbulos vermelhos do sangue têm uma forma anormal, causando problemas no fluxo de sangue pelo corpo e no consequente transporte de oxigênio por todo o corpo. Um distúrbio genético, a doença causa episódios recorrentes de dor e danos graves aos órgãos, que podem resultar em morte. Estima-se entre 8.000 e 11.000 crianças nascem com doença falciforme na Tanzânia por ano. O foco do trabalho inicial de Julie Makani, em Muhimbili, foi examinar fatores como malária, infecções bacterianas e derrames, que são considerados como contribuintes significativos para doenças e mortes quando as intervenções estão disponíveis.
Em colaboração com colegas, ela desenvolveu um programa de pesquisa biomédica e assistência médica que é uma das maiores coortes de SCD de um centro no mundo. Seu interesse atual está no papel da anemia e da hemoglobina fetal na influência da carga de doença na SCD.
Julie Makani está trabalhando com colegas para estabelecer redes em nível nacional na Rede Regional de Pesquisa da Doença Falciforme da África Oriental e Central (REDAC) e África (Sickle CARTA – Consórcio para Saúde, Advocacia, Pesquisa e Treinamento na África). Julie Makani é co-fundadora da Sickle Cell Foundation da Tanzânia. A nível global, faz parte do grupo técnico consultivo da Global SCD Research Network, co-presidindo o grupo de trabalho responsável pela terapia com hidroxiureia em África.
Seu objetivo é usar a doença falciforme como modelo para estabelecer soluções científicas e de saúde na África que sejam relevantes localmente e tenham significado global. Alcançar o sucesso na doença falciforme ilustrará que, com parcerias globais eficazes, as desigualdades na ciência biomédica e na saúde podem ser abordadas.

## Bolsas e outros prêmios
Julie Makani recebeu um treinamento (2003) e uma bolsa intermediária (2011) do Wellcome Trust para o programa de doença falciforme. Em 2007, ela recebeu uma bolsa para participar do encontro TEDGlobal em Aruxa, na Tanzânia. Em 2009, ela recebeu uma bolsa de estudos Archbishop Tutu Leadership Fellowship do African Leadership Institute .
Em 2011, ela foi premiada com o Prêmio Royal Society Pfizer. O prêmio será usado em pesquisas para fornecer uma melhor compreensão dos mecanismos moleculares, genéticos e ambientais da doença falciforme. Ao conceder o prêmio, a professora Lorna Casselton, da Royal Society, disse: "Estamos extremamente satisfeitos em reconhecer um indivíduo tão impressionante com o Royal Society Pfizer Award este ano... Esperamos que a Dra. Julie Makani seja um modelo para outros jovens cientistas africanos que desejam fazer a diferença em seu continente e no mundo."
Em 2019, foi incluída na lista da BBC 100 Women.